# Episodi di Un detective in corsia (quarta stagione)
La quarta stagione della serie televisiva Un detective in corsia, composta da 26 episodi, è stata trasmessa sul canale statunitense CBS dal 19 settembre 1996 all'8 maggio 1997.
In Italia è stata trasmessa su Canale 5 dal 21 agosto al 31 dicembre 1998.
| nº | Titolo originale                | Titolo italiano                                   | Prima TV USA      | Prima TV Italia   |
| -- | ------------------------------- | ------------------------------------------------- | ----------------- | ----------------- |
| 1  | Murder by Friendly Fire         | Una vedova inconsolabile                          | 19 settembre 1996 | 21 agosto 1998    |
| 2  | Murder Can Be Contagious        | Morti contagiose                                  | 26 settembre 1996 | 24 agosto 1998    |
| 3  | Murder on Thin Ice              | Assassinio sul ghiaccio                           | 3 ottobre 1996    | 25 agosto 1998    |
| 4  | X Marks the Murder (Part 1 & 2) | Un crimine quasi perfetto (prima e seconda parte) | 10 ottobre 1996   | 26 agosto 1998    |
| 5  | X Marks the Murder (Part 1 & 2) | Un crimine quasi perfetto (prima e seconda parte) | 10 ottobre 1996   | 27 agosto 1998    |
| 6  | A Model Murder                  | Tre delitti perfetti                              | 17 ottobre 1996   | 28 agosto 1998    |
| 7  | Murder Can Be Murder            | Una polizza maledetta                             | 24 ottobre 1996   | 31 agosto 1998    |
| 8  | An Explosive Murder             | La prova del fuoco                                | 31 ottobre 1996   | 1º settembre 1998 |
| 9  | Murder by the Busload           | Omicidio sull'autobus                             | 7 novembre 1996   | 3 settembre 1998  |
| 10 | A Candidate for Murder          | Candidato per un omicidio                         | 14 novembre 1996  | 2 settembre 1998  |
| 11 | The ABC's of Murder             | L'abc del delitto                                 | 21 novembre 1996  | 4 settembre 1998  |
| 12 | Murder in the Family            | Assassinio in famiglia                            | 12 dicembre 1996  | 11 settembre 1998 |
| 13 | In Defense of Murder            | Un manoscritto di fuoco                           | 9 gennaio 1997    | 7 settembre 1998  |
| 14 | A History of Murder             | Un mistero lungo trent'anni                       | 16 gennaio 1997   | 22 dicembre 1998  |
| 15 | Murder Two (Part 1 & 2)         | Due omicidi (prima e seconda parte)               | 30 gennaio 1997   | 9 settembre 1998  |
| 16 | Murder Two (Part 1 & 2)         | Due omicidi (prima e seconda parte)               | 6 febbraio 1997   | 10 settembre 1998 |
| 17 | Hard-Boiled Murder              | Omicidi d'annata                                  | 13 febbraio 1997  | 21 dicembre 1998  |
| 18 | Murder, Country Style           | Delitto in stile country                          | 20 febbraio 1997  | 23 dicembre 1998  |
| 19 | Delusions of Murder             | Un piano diabolico                                | 27 febbraio 1997  | 8 settembre 1998  |
| 20 | A Passion of Murder             | Somiglianza fatale                                | 3 aprile 1997     | 24 dicembre 1998  |
| 21 | Blood Brothers Muuder           | Guerra tra fratelli                               | 10 aprile 1997    | 19 dicembre 1998  |
| 22 | Physician, Murder Thyself       | Omicidio in sala operatoria                       | 24 aprile 1997    | 28 dicembre 1998  |
| 23 | Murder in the Air               | Omicidio in alta quota                            | 24 aprile 1997    | 29 dicembre 1998  |
| 24 | The Merry Widow Murder          | Amanti diabolici                                  | 1º maggio 1997    | 16 dicembre 1998  |
| 25 | Comedy is Murder                | Promessa di morte                                 | 8 maggio 1997     | 31 dicembre 1998  |
| 26 | The Murder of Mark Sloan        | Attentato in corsia                               | 8 maggio 1997     | 30 dicembre 1998  |